# Untergrochlitz
Untergrochlitz ist ein Stadtteil von Greiz im Landkreis Greiz in Thüringen.

## Lage
Untergrochlitz liegt im ländlichen Raum südwestlich von Greiz im Tal des Untergrochlitzer Bachs. Dieser entwässert über den Quirlbach in die Weiße Elster. Parallel verläuft eine Ortsverbindungsstraße mit Anschluss an die Bundesstraße 94, die im Süden weiter nach Moschwitz führt. Direkt östlich liegen Obergrochlitz und die Schleuße.

## Geschichte
Am 23. Mai 1449 wurde das Dorf Grochlitz erstmals urkundlich erwähnt. Die Gemeinde wurde am 1. Oktober 1922 nach Greiz eingemeindet. 2012 lebten 105 Einwohner im Ortsteil.

## Persönlichkeiten
- Friedrich Beck (* 1927 in Untergrochlitz) – Archivar und Historiker